# 1580-ті до н. е.

## Події
Бл. 1580 р. до н. е. — гіксоси на короткий час встановлюють свою владу у Фівах.

## Правителі
- Фараон XV (гіксоської) династії Хіан;
- Цар Хатті Хантілі І;
- Цар Ассирії Шамши-Адад ІІ.